# Westelijke orpheusgrasmus
De westelijke orpheusgrasmus (Curruca hortensis) is een zangvogel uit de familie Sylviidae (grasmussen). De soort werd in 1789 door Johann Friedrich Gmelin geldig beschreven. De soort is later opgesplitst in twee soorten, een westelijke en een oostelijke orpheusgrasmus (Curruca crassirostris).

## Kenmerken
Met zijn 15 tot 16 cm is de orpheusgrasmus de grootste vogel van zijn familie. Het verenkleed van het mannetje heeft een witte onderzijde en een bruingrijze bovenzijde. Tevens een witte keel en kin en een witte kop met zwarte wangen en zwarte kruin. De soort verschilt van de oostelijke orpheusgrasmus, de zang is babbelend, en eenvoudiger dan bij de oostelijke orpheusgrasmus. Verder heeft de vogel een minder duidelijk contrast tussen witte buik en de flanken, die een licht roodbruine waas hebben.

## Voortplanting
Het legsel bestaat uit 4 tot 6 eieren.

## Leefwijze
Zijn voedsel bestaat vooral uit insecten. Ook bessen en kleine vruchten behoren tot zijn dieet.

## Verspreiding en leefgebied
Er zijn twee ondersoorten:
- C. h. hortensis komt voor op het Iberisch Schiereiland, in Italië en het noordwestelijke deel van Afrika (van Marokko tot de Golf van Sidra bij Libië). Ook in Frankrijk zijn er plaatsen waar hij voorkomt. Zeer uitzonderlijk werd hij al noordelijker waargenomen, waaronder in België en Nederland.[4][5]

## Naam
De orpheusgrasmus is vernoemd naar de Griekse mythologische zanger en dichter Orpheus, zoon van de muze Kalliope. Naar haar is overigens de roodkeelnachtegaal (Luscinia calliope) vernoemd.